# Dichromodes rostrata
Dichromodes rostrata là một loài bướm đêm trong họ Geometridae.